# Nen Jesús de Praga de Cal Tort
El Nen Jesús de Praga de Cal Tort és una capella particular de Cal Tort, casa senyorial del poble d'Alós d'Isil que va ser propietat dels Arnalot. Se situa en el terme municipal d'Alt Àneu, a la comarca del Pallars Sobirà. Pertanyia a l'antic terme d'Isil.

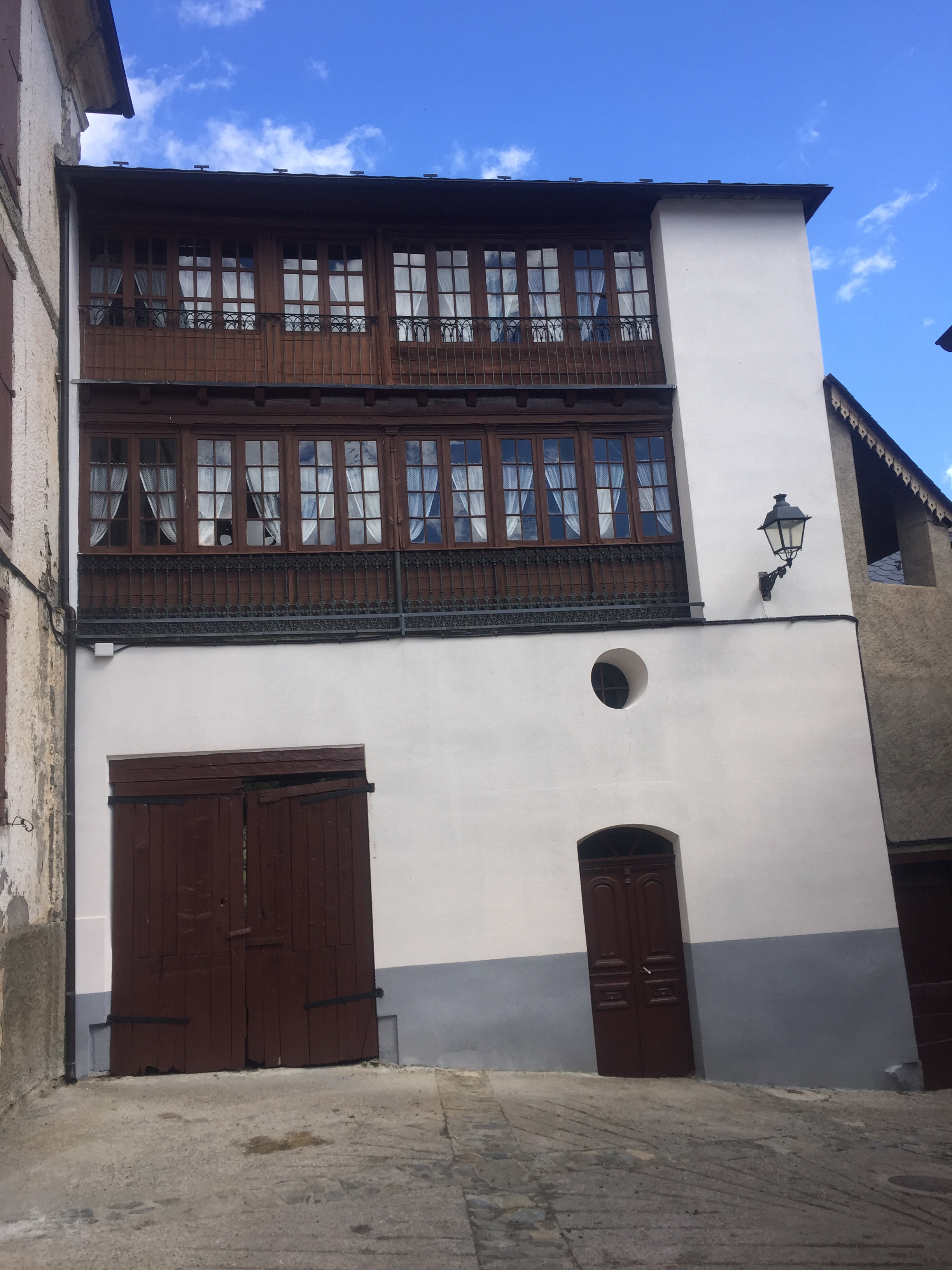
Vista de la capella al lateral de Casa el Tort d'Alós.

És una petita capella integrada a la mateixa casa a la qual pertany, Cal Tort. El primer diumenge de juny, la família Arnalot commemorava, any rere any, la diada del Nen Jesús de Praga, el seu patró.